# Zaninettia
Zaninettia es un género de foraminífero bentónico de la subfamilia Zaninettiinae, de la familia Remaneicidae, de la superfamilia Trochamminoidea, del suborden Trochamminina, y del orden Trochamminida. Su especie tipo es Zaninettia manaarensis. Su rango cronoestratigráfico abarca el Holoceno.

## Discusión
Clasificaciones previas incluían Zaninettia en el suborden Textulariina del orden Textulariida. Otras clasificaciones lo han incluido en el orden Lituolida.

## Clasificación
Zaninettia incluye a las siguientes especies:
- Zaninettia brasiliensis
- Zaninettia camposensis
- Zaninettia conica
- Zaninettia manaarensis